# Танчер, Владимир Карлович
Влади́мир Ка́рлович Та́нчер (укр. Володимир Карлович Танчер; 7 апреля 1915 года, Бахмач, Черниговская губерния, Российская империя — 2 июля 1998, Киев, Украина) — советский и украинский религиовед (специальность: "научный атеизм") и философ, специалист по социальной философии, теории и истории религии и атеизма. Доктор философских наук, профессор. Заслуженный деятель науки и техники УССР. Один из авторов «Атеистического словаря».
Отец социолога В. В. Танчера.

## Биография
Родился 7 апреля 1915 года в Бахмаче.
В 1948 году заочно окончил исторический факультет Киевского государственного педагогического института.
В 1949 году окончил философский факультет Киевского государственного университета имени Т. Г. Шевченко.
В 1949—1954 годы — ассистент и доцент кафедры диалектического и исторического материализма.
В 1950—1953 годы — старший преподаватель Киевской высшей партийной школы.
В 1952 году в Киевском государственном университете имени Т. Г. Шевченко защитил диссертацию на соискание учёной степени кандидата философских наук по теме «Об исчезновении существенного различия между умственным и физическим трудом в СССР».
В 1953 году и в 1955—1958 годы — заместитель декана философского факультета КГУ имени Т. Г. Шевченко.
В 1954—1955 годы и в 1968—1972 годы — декан историко-философского факультета КГУ имени Т. Г. Шевченко.
В 1959—1986 годы — заведующий кафедрой истории и теории атеизма историко-философского факультета КГУ имени Т. Г. Шевченко. До 1989 года — профессор кафедры теории и истории атеизма.
В 1963 году защитил диссертацию на соискание учёной степени доктора философских наук. В том же году присвоено учёное звание профессора.
В 1972— 1986 годы — профессор Института повышения квалификации преподавателей общественных наук при КГУ имени Т. Г. Шевченко.
С 1958 года член редакционной коллегии журнала «Философские науки» и с 1960 года член редакционной коллегии журнала «Людина i світ».
Автор более 370 научных трудов.
Умер на 84-м году жизни 3 июля 1998 года. Был кремирован, прах похоронен в колумбарии Байкового кладбища.

## Оценка деятельности
В "советскую эпоху" выступал с "критикой религии", тщательно замалчивая в своих текстах преследования  верующих в СССР. После падения СССР предпочёл причислять себя не к "научным атеистам",  а к "религиоведам"  (подобно многим сервильным пропагандистам советского атеизма, после 1991 года ставшими "религиоведами").

## Награды
- Орден «Знак Почёта»[1];
- Заслуженный деятель науки и техники УССР[1];
- Почётная грамота Президиума Верховного Совета УССР[1].

## Научные труды

### Монографии
на русском языке
- Танчер В. К. Научно-атеистическая работа на современном этапе: В помощь лектору : Стенограмма доклада на Респ. науч.-метод. конференции по вопросам критики соврем. секстанства, состоявшейся в Донецке / В. К. Танчер, д-р философ. наук, проф. ; О-во «Знание» УССР. Науч.-метод. кабинет. — К.: [б. и.], 1964. — 32 с.
- Танчер В. К. Некоторые вопросы методики конкретных социологических исследований современных религиозных пережитков. — К.: [б. и.], 1965. — 39 с. (В помощь лектору/ О-во «Знание» УССР. Науч.-метод. кабинет).
- Танчер В. К., Ерышев А. А. Записка о состоянии и развитии исследований по проблеме «Научные вопросы атеистического воспитания» в Украинской ССР/ В. К. Танчер, А. А. Ерышев ; Акад. наук УкрССР Отд-ние экономики, истории, философии и права. — К.: Наукова думка, 1967. — 12 с.
- Танчер В. К. Лекционная пропаганда среди сектантов / Всесоюз. о-во «Знание». Науч.-метод. совет по пропаганде атеистических знаний. — М.: Знание, 1967. — 33 с.
- Танчер В. К. О содержании лекционной пропаганды среди сектантов. — К. : [б. и.], 1968. — 35 с. (В помощь лектору. Доклад на Всесоюзном семинаре-совещании в г. Кишиневе 15 мая 1967 года по вопросам критики идеологии современного сектантства/ О-во «Знание» УССР. Науч.-метод. совет по пропаганде атеист. знаний; 1).
- Дулуман Е. К, Танчер В. К., Лобовик Б. А. Современный верующий: Социально-психологический очерк. — М.: Политиздат, 1970. — 176 с.
- Танчер В. К. Наука опровергает религиозные догматы. — К.: Наукова думка, 1970. — 155 с. (Научно-популярная литература)
- Танчер В. К. Христианство и общественное развитие. — М.: Знание, 1971. — 48 с. Новое в жизни, науке, технике. Серия «Естествознание и религия». 8
- Танчер В. К. Критика социального фидеизма. — К.: Вища школа, Изд-во при Киев. гос. ун-те, 1975. — 232 с.
- Танчер В. К. Основы научного атеизма: Учебник для сред. спец. учеб. заведений. — К.: Вища шк., 1975. — 183 с.
- Танчер В. К. Единство идейно-политического и атеистического воспитания. — Киев: О-во «Знание» УССР, 1979. — 48 с. (Серия 5 «Научно-атеистическая» / О-во «Знание» УССР; № 7).
- Танчер В. К. Религиозные пережитки и их преодоление. — К.: Политиздат Украины, 1979. — 152 с.
- Танчер В. К. Г. В. Плеханов — пропагандист научного атеизма : (К 125-летию со дня рождения). — К.: о-во «Знание» УССР, 1981. — 48 с.
- Танчер В. К. Религия и современный мир : Пробл. социал.-полит. модернизма в рус. православии. — К.: о-во «Знание» УССР, 1985. — 48 с. (Сер. V «Научно-атеистическая». О-во «Знание» УССР).
- Танчер В. К. Проблемы теории научного атеизма. — К.: Вища шк. : Изд-во при Киев. ун-те, 1985. — 208 с.
- Основы научного атеизма : Нагляд. пособия и методика их использ. / М-во высш. и сред. спец. образования УССР, Упр. обществ. наук, Учеб.-метод. каб. по высш. образованию; [Авт.-сост. В. К. Танчер и др.]. — К.: УМКВО, 1989. — 183 л.

на других языках
- Танчер В. К. Знищення протилежності між розумовою і фізичною працею (К., 1954)
- Танчер В. К. Основи атеїзму (К., 1961)
- Танчер В. К. Основи наукового атеїзму: підруч. для вузів України (К., 1968, 1971, 1974)
- Танчер В. К. Молоді про атеїзм (К., 1972)
- Танчер В. К. Критика соціального фідеїзму (К., 1975)
- Танчер В. К. Основи наук. атеїзму: підруч. для середніх учебових закладів. К., 1975;
- Танчер В. К. Релігієзнавство: підруч. К., 1977
- Танчер В. К. Проблеми теорії наукового атеїзму (К., 1985)
- Танчер В. К. Проблеми теорії наук. атеїзму. К., 1986;
- Танчер В. К. Релігієзнавство (К., 1987)

### Научная редакция
- Проблемы научного атеизма в свете решений XXV съезда КПСС / Ред. коллегия:... В. К. Танчер (отв. ред.) [и др.]. — К.: Изд-во при Киев. гос. ун-те, 1977. — 147 с. (Вопросы атеизма. Межведомственный научный сборник/ М-во высш. и сред. спец. образования УССР. Киев. гос. ун-т им. Т. Г. Шевченко; Вып. 13).
- Критика современного религиозного модернизма: [Сб. статей] / Редкол.: д-р филос. наук В. К. Танчер (отв. ред.) и др. — К.: Вища школа. Изд-во при Киев. гос. ун-те, 1978. — 139 с. (Вопросы атеизма : Респ. межвед. науч. сб. / Киев. гос. ун-т им. Т. Г. Шевченко; Вып. 14).
- Атеистическое воспитание студенческой молодежи: [Сб. статей] / Редкол.: В. К. Танчер, д-р филос. наук (отв. ред.) и др. — К.: Вища школа, Изд-во при Киев. гос. ун-те, 1979. — 142 с. (Вопросы атеизма : Респ. межвед. науч. сб. / Киев. гос. ун-т им. Т. Г. Шевченко; Вып. 15).
- Вопросы атеизма : Респ. межвед. науч. сб. / Киев. гос. ун-т им Т. Г. Шевченко; [Редкол.: В. К. Танчер (отв. ред.) и др.]. Вып. 17. Атеизм и религия в современной борьбе идей. — К.: Вища школа : Изд-во при Киев. ун-те, 1981. — 151 с.
- Вопросы атеизма : Респ. междувед. науч. сб. / Киев. гос. ун-т им. Т. Г. Шевченко; [Редкол.: Танчер В. К. (отв. ред.) и др.]. Вып. 18. XXVI с"ьезд КПСС и проблемы научного атеизма. — К.: Вища школа : Изд-во при Киев. ун-те, 1982. — 143 с.
- Вопросы атеизма : Респ. междувед. науч. сб. / Киев. гос. ун-т им. Т. Г. Шевченко; [Редкол.: В. К. Танчер (отв. ред.) и др.]. Вып. 19. Атеистическое воспитание молодежи. — К.: Вища шк : Изд-во при Киев. ун-те, 1983. — 136 с.
- Вопросы атеизма : Респ. междувед. науч. сб. / Киев. гос. ун-т им. Т. Г. Шевченко; [Редкол.: В. К. Танчер (отв. ред.) и др.]. Вып. 20. Проблемы преподавания курса научного атеизма в вузах и техникумах. — К.: Вища шк : Изд-во при Киев. ун-те, 1984. — 137 с.
- Вопросы атеизма : Респ. междувед. науч. сб. / Киев. гос. ун-т им. Т. Г. Шевченко; [Редкол.: В. К. Танчер (отв. ред.) и др.]. Вып. 21. Атеистическое значение новых обрядов и праздников. — К.: Вища шк : Изд-по при Киев. ун-те, 1985. — 135 с.
- Вопросы атеизма : Респ. междувед. науч. сб. / Киев. гос. ун-т им. Т. Г. Шевченко; [Редкол.: В. К. Танчер (отв. ред.) и др.]. Вып. 22: Методологические вопросы исследования введения христианства на Руси и его последствий. — К.: Вища шк : Изд-во при Киев. гос. ун-те, 1986. — 134 с.
- Вопросы атеизма : Респ. междувед. науч. сб. / Киев. гос. ун-т им. Т. Г. Шевченко; [Редкол.: В. К. Танчер (отв. ред.) и др.]. Вып. 23: Научное мировоззрение — завоевание Великого Октября. — К.: Вища шк. : Изд-во при Киев. гос. ун-те, 1987. — 128 с.
- Воспитание активной атеистической позиции студенческой молодежи / И. И. Бражник, В. Е. Бычатин, И. М. Ершов и др.; Под общ. ред. В. К. Танчера. — К.: Вища школа, 1982. — 143 с.
- Изучение материалов XXVII съезда КПСС в курсе основ научного атеизма / Ин-т повышения квалификации преподавателей обществ. наук при Киев. гос. ун-те им. Т. Г. Шевченко; [В. К. Тангер и др.]. — К.: Вища шк : Изд-во при Киев. гос. ун-те, 1987. — 54 с.

### Статьи
- Дулуман Е. К., Танчер В. К. Опыт конкретного исследования характера религиозных представлений. // Вопросы философии. — 1964. — № 6.
- Дулуман Е. К., Танчер В. К. Опыт конкретного исследования характера религиозных представлений // Вопросы философии. — 1964. — № 10. — С. 118.
- Танчер В. К. За тесную связь теории атеизма с практикой научно-атеистического воспитания // Вопросы научного атеизма. Вып. 19 / Редкол. А. Ф. Окулов (отв. ред.); Акад. обществ. наук ЦК КПСС. Ин-т научного атеизма. — М.: Мысль, 1976. — С. 143—147. — 335 с. — 16 500 экз.